# Альборн, Август
Август Вильгельм Юлиус Альборн ( нем. August Ahlborn; 11 октября 1796, Ганновер — 24 августа 1857, Рим ) — немецкий художник-пейзажист XIX века.

## Биография
Родился в семье ганноверского мастера-портного. В 1819 году поступил в Прусскую академию художеств в Берлине. Ученик Карла Вильгельма Ваха. 
В 1826 году получил премию за картину Нового дворца в Потсдаме, на полученные средства отправился в Италию в 1827 году, где был одним из основателей художественного кружка. Познакомился и работал вместе с художниками Б. Дженелли, А. Клёбером, А. Копишем.
Жил и творил в Риме, Флоренции и Асколи.
В 1833 году стал членом Прусской академии.
Художник-пейзажист, его картины, в основном, изображают итальянские, северогерманские и тирольские пейзажи, кроме того, писал портреты и полотна на религиозные темы. 
Многие из его работ находились во владении королевской семьи Пруссии.

## Галерея
- Вид цветущей Греции.1836.
- "Залив близ Неаполя". 1832.